# V842 Centauri
La V842 Centauri fue el nombre que los astrónomos dieron a una nova aparecida en el año 1986 en la constelación del Centauro y alcanzó un brillo de magnitud 4,6. Se considera una nova moderadamente rápida, que disminuyó 3 magnitudes después de 48 días. En 2010, se había desvanecido a magnitud 16.5, pero aún era 2 magnitudes más brillante que antes de la erupción de nova. Se estima que está a una distancia de 1.5 kpc (4900 años luz) de la Tierra. Otro método, basado en la tasa de extinción del sistema, proporciona una distancia similar de 1.65 ± 0.54 kpc.
La masa de la enana blanca en V842 Centauri se estima en 0,88 masas solares. Es probable que el sistema parezca de baja inclinación. Se ha detectado una nebulosa en expansión alrededor del V842 Centauri, formada por material expulsado durante la nova. Tiene dos componentes, con diámetros de 3.6 "y 10.6", correspondientes a material con diferentes densidades y velocidades de expansión.
Un estudio fotométrico de 2009 de V842 Centauri encontró un posible período de 57 segundos en la curva de luz del sistema, que se interpretó como el período de rotación de la enana blanca. Se calculó un período orbital de 3.94 horas a partir de las variaciones de este período. El V842 Centauri fue clasificado como una polar intermedia, con el tercer período de rotación más rápido para un sistema cataclísmico. Sin embargo, dos estudios posteriores revelaron problemas con esta clasificación.